# 프란체스코 보로미니
프란체스코 보로미니(Francesco Borromini, 1599년 9월 25일 - 1667년 8월 3일)는 본명은 프란체스코 카스텔리(Francesco Castelli)로 스위스 태생의 이탈리아 바로크를 대표하는 건축가이며, 같은 시대의 건축가 베르니니의 라이벌이다.
성 베드로 대성당의 건축가인 마데르노의 친척으로, 조각 석공 등으로서의 마데르노, 베르니니의 아래에서 성 베드로 성당의 공사에 종사한다. 1634년에 건축가로 독립하여, 산 카를로 알레 콰트로 폰타네 성당(속칭：산 카를리노)을 설계하였다.
같은 바로크 건축 안에서도 베르니니의 고전주의적이고 단정한 작풍에 비해 산 카를로 성당과 같이 곡면을 여럿 사용하여 환상적인 효과를 만든 보로미니의 작풍은 이후 바로크 건축에 큰 영향을 주었다.

## 생애 초기와 초기 작품
석공인 조반니 도메니코 카스텔리(Giovanni Domenico Castelli)와 아나스타시아 가로보(Anastasia Garovo) 사이의 아들인 보로미니는 석공 일로 작품활동을 시작한 이후, 곧 석공 일을 공부하고 실습하기 위하여 밀라노로 갔다. 그는 그가 태어난 지역의 명칭을 따서 "비소네"(Bissone, 스위스의 이탈리아어를 사용하는 루가노 인근에 있는 지역)라고도 불렸다. 1619년 로마에서 그는 자신의 이름을 카스텔리에서 보로미니로 바꾼 후 그의 먼 친척인 카를로 마데르노의 아래에서 종사하면서 성 베드로 대성전의 작업에 참여한다. 마데르노가 1629년 사망하자, 보로미니는 잔 로렌초 베르니니의 아래로 들어가 마데르노가 작업하던 바르베리니궁(Palazzo Barberini)의 확장과 건물 정면에 대한 작업을 완성했다.

## 산 카를리노 성당 (산 카를로 알레 콰트로 폰타네 성당)

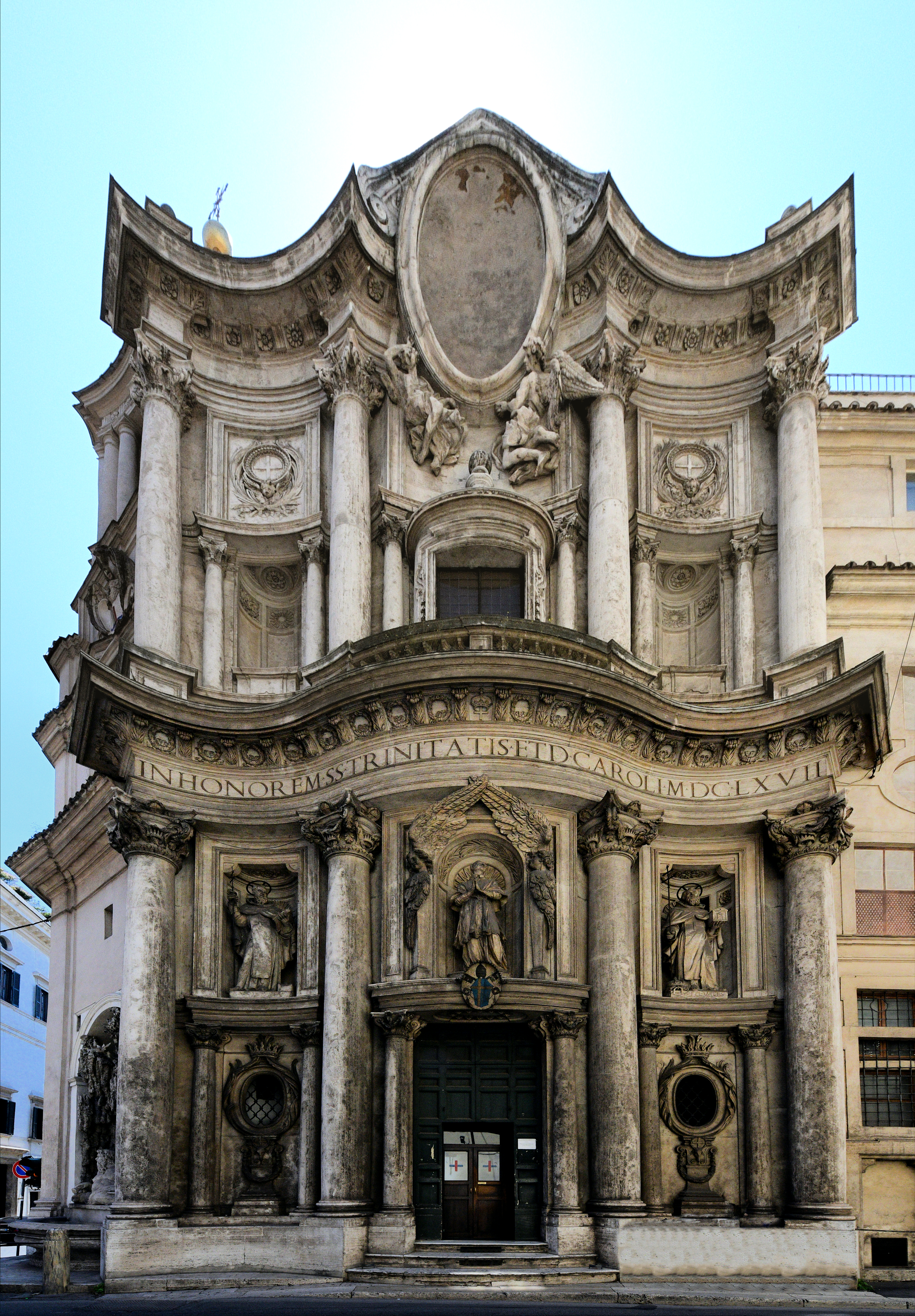
산 카를로 알레 콰트로 폰타네 성당의 외관.

보로미니가 처음 독립적으로 맡은 의뢰는 1634년에서 1637년까지 산 카를로 알레 콰트로 폰타네 성당(San Carlo alle Quattro Fontane)의 내부 공간과 인접한 건물들을 재건축하는 것이었다. 이 작은 성당의 정면부는 이후 보로미니가 노년에 완성했다. 이 성당은 성 카를로 보로메오에게 봉헌된 것으로 그의 이름에서 보로미니의 이름을 따온 것으로 추측된다. 이 작은 성당은 로마 바로크의 상징적인 걸작으로 꼽힌다. 보로미니는 선적인 고전주의와 단순한 원 형태를 피해 물결치는 타원 형태를 택했다. 타원형 돔의 아래는 어두운 내부에서 유일하게 빛이 들어오는 정탑 쪽으로 갈수록 사라지는 십자가 형태와 팔각형의 체계를 통해 소란 반자로 장식하였다. 이 작은 성당에서 오목함과 볼록함의 리듬은 네이브의 타원 형태를 분열시킨다. 보로미니는 벽들이 안과 밖으로 드나들게 만들어 석재가 아니라 유연한 물질로 만들어진 것처럼 보이게 하여 운동감을 주었다. 그는 여기에 깊은 엔타블러처와 처마돌림띠, 몰딩과 박공벽 등을 통해 활기찬 공간을 드러내었다. 바로 거리 건너편에 있는 베르니니의 산탄드레아 알 퀴리날레 성당에 비해 기하학적으로는 더욱 복잡하고 조형적 장식은 덜 사용되었다. 베르니니의 것이 건축에 더해진 극적인 조각적인 효과를 가지고 있었다면 보로미니의 것에는 이성적이고 기하학적인 효과가 있었다. 구불구불한 처마돌림띠와 조각된 벽감들이 있는 물결치는 건물의 외관(1662-67, 오른쪽 그림)은 훌륭한 것이다. 이렇게 두드러지는 구불구불함은 특히 나폴리와 시칠리아 바로크에서 그 특색을 낳게 된다. 보로미니가 돔을 연장하기 위하여 소란반자의 복잡한 패턴의 비례 조절과 정탑을 통해 사용한 빛을 다루는 기술 또한 두드러진다.

## 산타녜세 인 아고네 성당
그는 산타녜세 인 아고네 성당(Sant'Agnese in Agone)에서 그는 이 성당의 주 출입구를 비아 디 산타마리아 델아니마(Via di Santa Maria dell'Anima)에 면하게 한 지롤라모 라이날디(와 그의 아들 카를로 라이날디)의 원래 설계안을 뒤집었다. 건물의 정면은 팜필리궁(Palazzo Pamphilj)의 일부와 접하는 곳까지 확장되어 두 종탑(성 베드로 대성전의 종탑처럼 각각의 종탑은 시계를 가지고 있었는데, 하나는 로마 시간을 가리키고 다른 하나는 유럽의 시간을 가리켰다.)을 설치할 공간을 확보하였다.
보로미니는 1655년 교황 인노첸시오 10세가 사망한 뒤 건물이 완성되기 전에 건물의 설계 작업을 그만두어야 했다. 새 교황 알렉산데르 7세와 카밀로 팜필리 공작이 라이날리를 다시 불러 설계를 맡겼으나, 건물의 설계안은 보로미니의 것과 크게 바뀌지 않았으며 이 성당은 보로미니의 설계 개념을 훌륭하게 표현한 작품으로 여겨지고 있다.

## 산티보 알라 사피엔차 성당
1640년에서 1650년 사이 보로미니는 로마 라 사피엔차 대학교의 인근에 산티보 알라 사피엔차 성당(Sant'Ivo alla Sapienza)과 그 안마당을 설계했다. 이 건물은 원래 아르키진나시오(Archiginnasio)에 딸린 교회였다. 바르베리니궁의 작업에서 그의 감독자가 될 잔 로렌초 베르니니가 1632년 그를 이 건물의 설계자로 추천했다. 건물이 들어설 부지는 로마의 다른 비좁은 곳들과 마찬가지로 외부에서 보는 전망이 중요했다. 자코모 델라 포르타가 설계한 긴 안마당의 끝에 건물이 지어졌다. 건물의 돔과 나선형의 첨탑은 특이한 형태를 가졌는데 여기서 동시대의 다른 건축가들과 구별되는 보로미니 특유의 건축적 모티프가 드러난다. 내부로 들어가면 네이브는 중앙집중형 평면을 가지고 있었는데, 오목면과 볼록면이 교대하는 처마돌림띠가 둘러싸고 돔은 일직선으로 늘어선 별들과 푸티 조각상으로 장식되었다. 구조의 기하학적 형태는 대칭되는 여섯 꼭짓점을 가진 별 모양(다윗의 별)이다. 바닥의 중심에서는 처마 돌림띠는 두개의 정삼각형이 육각형을 이루는 것으로 보이나, 이 중 세 꼭짓점은 클로버 모양이고 다른 세 꼭짓점은 오목하게 잘라진 모양이다. 가장 깊은 곳에 있는 기둥들은 원 모양을 이루었다. 급하고 동적인 바로크적 일탈과 이성적인 기하학의 혼합은 교황청의 고등 교육 시설에 있는 이 성당에서 잘 조화되었다.

## 성 필리포 네리 오라토리오

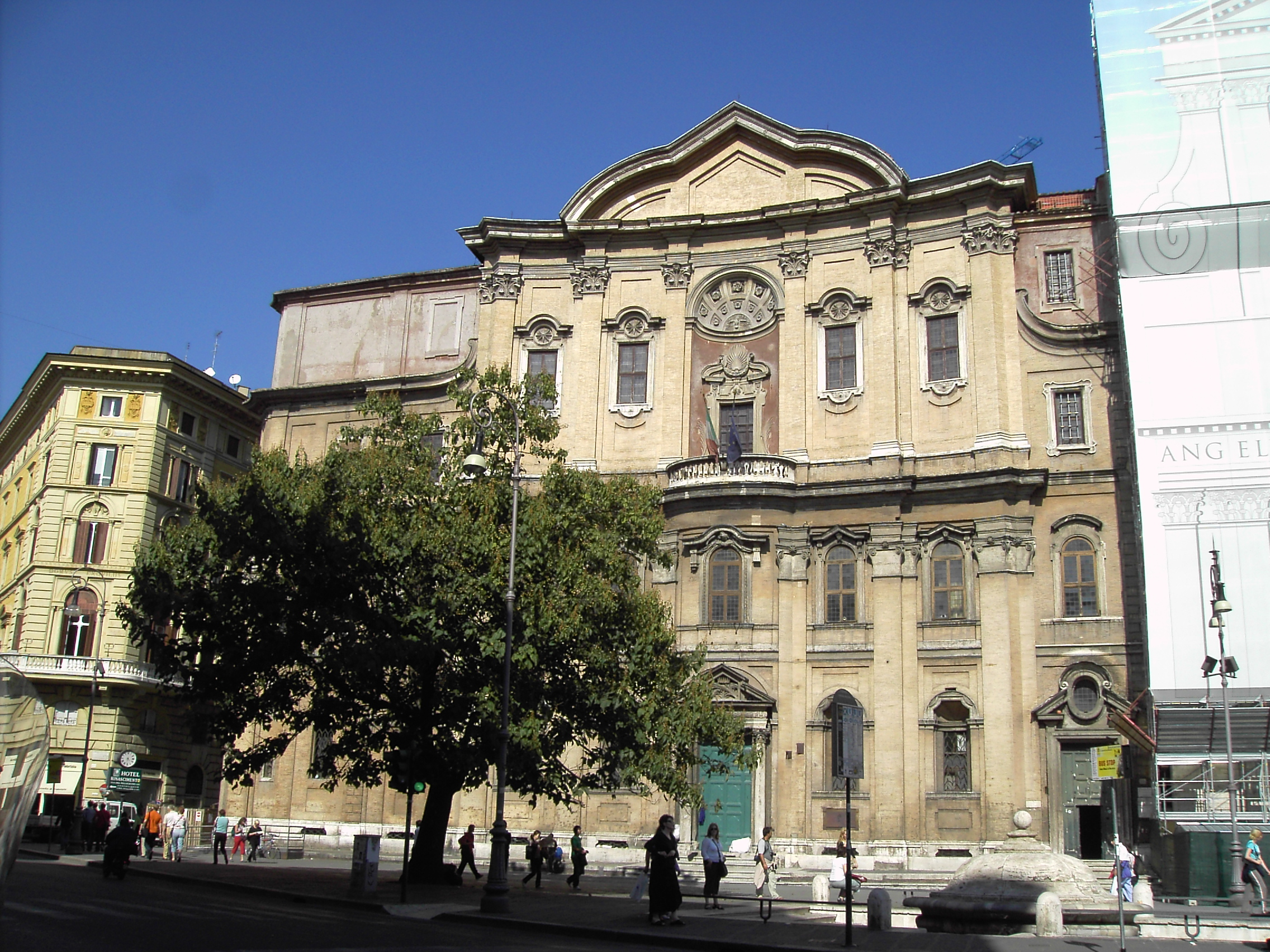
성 필리포 네리 오라토리오

필리포 네리가 설립한 오라토리오회는 로마에서 가장 잘 장식된 바로크 교회 건물 중 하나로, 음악의 영향을 받아 경건한 분위기가 지배했다. 오라토리오회는 인구가 밀집한 로마 중심에 있는 산타 마리아 인 발리첼라 성당의 인근에 주거 지구와 오라토리오(기도실)을 건립할 계획을 세웠다. 보로미니는 파올로 마루셸리 등이 참여한 구조설계 공모에서 당선되었다. 그는 13년 동안 이 건물의 설계 작업을 맡았다. 1640년 건물을 개관하였으며 1643년에는 도서관이 완공되었다. 성당 입구 옆에 인접해 있는 건물의 두드러진 외관에는 이면에 있는 구조는 잘 드러나지 않는다. 오라토리오 내부는 반쪽의 기둥들과 벽기둥의 복잡한 리듬을 통해 분절되었다.
보로미니는 당대에 교황청과 관련된 건물을 많이 설계한 건축가였으며, 특히 생애 후기에는 잔 로렌초 베르니니의 라이벌이었다. 보로미니는 피에몬테 출신의 건축가 구아리노 구아리니와 그의 후계자들에 강한 영향을 끼쳤다고 알려져 있다.

## 건축 작품
보로미니가 참여한 다른 작품들은 다음과 같다.
- 산 조반니 인 라테라노 대성전의 실내 장식
- 카펠라 스파다, 산 지롤라모 델라 카르티타 (Cappella Spada, San Girolamo della Carità) - 보로미니의 작품인지는 확실하지 않음
- 스파다궁 - 속임수를 쓴 투시도
- 바르베리니궁 - 위층의 창문과 타원형 계단
- 나폴리의 산티 아포스톨리 성당(Santi Apostoli) - 제대
- 산탄드레아 델레 프라테 성당
- 성 필리포 네리 오라토리오
- 인류복음화성[8]
- 산타 마리아 데이 세테 돌로리 성당(Santa Maria dei Sette Dolori)
- 산 조반니 인 올레오 성당(San Giovanni in Oleo)의 복원
- 주스티니아니궁(Palazzo Giustiniani) - 카를로 폰타나와 함께 작업
- 팔코니에리궁(Palazzo Falconieri)의 정면
- 산타 루치아 인 셀치 성당(Santa Lucia in Selci) - 복원
- 성 베드로 대성전 - 성체 경당으로 향하는 문들과 아마도 발다키노의 일부

## 죽음과 비문
보로미니는 신경장애와 우울증으로 시달리다 산 조반니 데이 플로렌티니 성당의 팔코니에리 경당을 완성한 뒤인 1667년 여름, 로마에서 자살하였다.
산 조반니 데이 플로렌티니 성당에 있는 보로미니의 묘지의 비문은 다음과 같다.

FRANCISCVS BORROMINI TICINENSIS

EQVES CHRISTI

QVI

IMPERITVRAE MEMORIAE ARCHITECTVS

DIVINAM ARTIS SVAE VIM

AD ROMAM MAGNIFICIS AEDIFICIIS EXORNANDAM VERTIT

IN QVIBUS

ORATORIVM PHILLIPINVM S. IVO S. AGNES IN AGONE

INSTAVRATA LATERANENSIS ARCHIBASILICA

S. ANDREAS DELLE FRATTE NVNCVPATUM

S. CAROLVS IN QVIRINALI

AEDES DE PROPADANDA FIDE

HOC AVTEM IPSVM TEMPLVM

ARA MAXIMA DECORAVIT

NON LONGE AB HOC LAPIDE

PROPE MORTALES CAROLI MADERNI EXUVVIAS

PROPINQVI MVNICIPIS ET AEMVLI SVI

IN PACE DOMINI QVIESCIT

프란체스코 보로미니의 초상화는 1980년대에 100스위스 프랑 지폐에 등장했다.

## 같이 보기
- 바로크
- 바로크 건축